# GJA4
간극연접 알파 4 (Gap Junction Alpha-4, GJA4) 또는 커넥신-37 (Cx37)은 인간에서 GJA4 유전자에 의해 암호화되는 단백질이다. 이 단백질은 다른 커넥신 단백질과 마찬가지로 간극연접으로 알려진 세포 간의 연결을 형성한다. 커넥신-37은 난소,  심장, 신장을 포함한 많은 조직에서 발견된다.